# Julian Eugeniusz Kulski
Julian Eugeniusz Kulski ps. Chojnacki, Goliat (ur. 3 marca 1929 w Warszawie, zm. 12 sierpnia 2021 w Waszyngtonie) − polski architekt, żołnierz AK, podpułkownik Wojska Polskiego, powstaniec warszawski.

## Życiorys
Był synem Juliana Spitosława Kulskiego, urzędnika państwowego. Od urodzenia mieszkał w Warszawie, także w czasie niemieckiej okupacji. Działał w ZHP, następnie w Szarych Szeregach, gdzie jego przełożonym był Ludwik Berger ps. Goliat. W 1941 Kulski złożył przysięgę żołnierską i przyjął pseudonim „Chojnacki”, wstępując do Związku Walki Zbrojnej. W 1942 został aresztowany przez Gestapo. Więziony w areszcie na Pawiaku, nie zdradził Niemcom żądanych przez nich informacji. Ostatecznie zwolniony, na krótko opuścił Warszawę. Po śmierci swego opiekuna i dowódcy Ludwika Bergera Kulski przyjął jego pseudonim Goliat. Następnie przeszedł do 9 Kompanii Dywersyjnej AK Żniwiarz. Brał udział w powstaniu warszawskim od chwili jego wybuchu jako żołnierz Zgrupowania Żywiciel na Żoliborzu. Za odwagę w walce został odznaczony Krzyżem Walecznych. Po upadku powstania trafił do obozu jenieckiego Stalag XI-A Altengrabow, z którego przeszedł w maju 1945 do alianckiego obozu przejściowego.
Następnie wyjechał do Wielkiej Brytanii, gdzie poprosił o azyl. Został włączony do Polskich Sił Zbrojnych. Wkrótce został zwolniony z wojska ze względu na stan zdrowia. Ukończył Portora Royal School w Irlandii Północnej. W 1946 rozpoczął studia w Szkole Architektury w Oksfordzie. Przy pomocy przyjaciela rodziny, Jana Nowaka-Jeziorańskiego, w 1949 wyjechał do Stanów Zjednoczonych i rozpoczął studia na Wydziale Architektury na Uniwersytecie Yale, podczas których pracował na swoje utrzymanie. Ukończył studia w 1953 i otrzymał tytuł magistra architektury. Był członkiem American Institute of Architects.
W 2017 został odznaczony Krzyżem Komandorskim z Gwiazdą Orderu Odrodzenia Polski za wybitne zasługi dla niepodległości Rzeczypospolitej Polskiej i za kultywowanie polskich tradycji narodowych. Wcześniej otrzymał również m.in. Krzyż Komandorski z Gwiazdą Orderu Zasługi RP (2007), Srebrny Krzyż Zasługi z Mieczami, Warszawski Krzyż Powstańczy, czterokrotnie Medal Wojska, Krzyż Armii Krajowej, Medal pamiątkowy z okazji 70. rocznicy Powstania Warszawskiego (2015),  Odznakę za Rany i Kontuzje, Krzyż Wielkiego Oficera Orderu Zasługi Zakonu Maltańskiego i inne.
Pracował jako ekspert Banku Światowego w Azji, Ameryce Południowej, Afryce i Europie, nadzorując projekty architektoniczne finansowane przez BŚ.
Mieszkał w Orleanie (Hrabstwo Fauquier, w Wirginii), w zaprojektowanym przez siebie domu "Robin Hill".

## Książki
- Land of Urban Promise (University of Notre Dame Press 1967, ISBN 0-268-00150-2)
- Architecture in a Revolutionary Era (Aurora 1971, ISBN 0-87695-016-0)
- Dying, we live. The personal chronicle of a young freedom fighter in Warsaw, 1939-1945 (Holt, Rinehart and Winston 1979, ISBN 0-03-040901-2; wydanie polskie: Umierając żyjemy; Przedmowa: Tomasz Strzembosz, Spółdzielnia Wydawnicza Czytelnik 1984, ISBN 83-07-01008-X))
- Dziedzictwo Orła Białego[4] (Przedmowa: Jan Nowak-Jeziorański; Świat Książki 2004, ISBN 83-7391-559-1; wydanie dwutomowe, poprawione: Wydawnictwo Granmark 2011, ISBN 978-83-62923-00-7; wydanie amerykańskie: Legacy of the White Eagle, HMP. Inc. 2006, ISBN 978-1-4243-0525-4)
- Julek Powstaniec (wydanie z płytą DVD; Przedmowa: Bronisław Komorowski; Agencja Wydawnicza Egros 2012, ISBN 978-83-89986-95-5)
- Tajemniczy świat - The Secret World (Wydawnictwo Granmark 2013, ISBN 978-83-62923-03-8)
- The Color of Courage. A Boy at War. The World War II Diary of Julian Kulski (Przedmowa: Lech Wałęsa; Aquila Polonica Publishing 2014, ISBN 978-1-60772-016-4)